# Eloy Quintero Romero
Eloy Quintero Romero, más conocido como "Chichí Quintero" (nacido el 23 de septiembre de 1953, Valledupar, Cesar), es un hacendado, político y empresario colombiano, exdirectivo del Valledupar Fútbol Club y exrepresentante a la cámara por el departamento del Cesar.

## Familia
Eloy Quintero nació en Valledupar, Cesar, el 23 de septiembre de 1953 en el hogar del político liberal Eloy Quintero Araújo y la maestra del Colegio Nacional Loperena, Mercedes "Meche" Romero nativa de San Juan del Cesar, La Guajira. Es el segundo de cuatro hermanos; Sofía, Carlos y Rodolfo. Su padre fue el primer rector que tuvo el Colegio Instituto Técnico Pedro Castro Monsalvo (INSTPECAM) en Valledupar. 
Sus abuelos por parte de madre fueron Carlos Romero Fonseca oriundo de Riohacha y María Josefa Brujes Molina oriunda de Patillal. Sus abuelos por parte de padre fueron Eloy Quintero Baute e Isabel Araújo.
En 1966, Cuando Quintero Romero tenía 13 años, murió su madre Mercedes. Su padre murió en 1976, cuando Quintero Romero tenía tan solo 23 años de edad. Los jóvenes fueron apadrinados por su tío Efraín Quintero Araújo y su tía Emelina Quintero de Villazón. Quintero Romero también es sobrino del exrepresentante a la cámara por el departamento del Magdalena y exembajador de Colombia ante la OIT, Clemente Quintero Araújo.
En 1980, Quintero Romero tuvo un hijo antes de casarse; Luis Fernando Quintero Calderón. Luego contrajo matrimonio en 1982 con Margarita "Mamina" Ovalle Pumarejo con quien luego tuvo un hijo, Carlos Felipe Quintero Ovalle en 1983.
Entre sus parientes se encuentran sus primos hermanos, el exsenador Miguel Villazón Quintero, el exgobernador del Cesar, Juan Carlos Quintero Castro, la exalcaldesa de Valledupar, María Clara Quintero, el excónsul de Colombia en Francia, Clemente Arturo Quintero Castro y el exconcejal de Valledupar y pintor Efraín Quintero Molina. También es pariente de la exviceministra de Defensa Diana Quintero Cuello.

## Trayectoria
Se crio entre las labores del campo y la política. Las fincas de su padre, especialmente la hacienda "Bélgica" fue su escuela para inclinarse por el estudio de la medicina veterinaria. La finca la heredó junto a sus hermanos, una vez su padre murió. 
En la ciudad de Manizales, Caldas, Quintero Romero cursó siete semestres de veterinaria y zootecnia, sin embargo no se graduó y volvió a Valledupar. 
Tras su regreso a Valledupar, Quintero Romero se dedicó a la finca y a crear empresas. Fue miembro de la Junta Directiva de la Corporación de Algodoneros –CORAL, Junta Directiva de FENACE, de FEDEGAN, de FEDEARROZ, de COOLESAR, de CARBOSAN, en el sector ganadero y agrícola. En el sector industrial fue cofundador y propietario de la empresa familiar de exportación de carbón Carbones de los Andes S.A. (Carboandes). En el sector servicios fue miembro fundador y propietario de la emisora Maravilla Stereo en Valledupar junto a su hermano Carlos Quintero Romero y el controversial empresario Nelson Gnecco Cerchar.
Paralelamente decidió incursionar en la política local logrando ser en dos ocasiones concejal de Valledupar, del cual ocupó la presidencia. Luego dio el salto a la Asamblea Departamental del Cesar como diputado, del cual también llegó ser presidente.  

### Secretario de Gobierno del Cesar
En 1991, fue nombrado Secretario de Gobierno Departamental por el gobernador del Cesar, Adalberto Ovalle Muñoz. Durante las ausencias del gobernador titular, Quintero Romero fue gobernador encargado del departamento del Cesar.
Como Secretario de Gobierno, Quintero Romero propuso diálogos directos entre la gobernación del Cesar y los grupos guerrilleros de las FARC y el ELN, sin necesidad de la intervención del Gobierno Nacional, lo cual creó polémica. Durante su gestión como Secretario de Gobierno, el departamento del Cesar fue uno de los más golpeados por la homicidios, inseguridad, secuestros y extorsiones, debido al auge de los ataques del Frente 41 de las FARC al mando del jefe guerrillero alias Simón Trinidad. 
El 26 de abril de 1991, siendo secretario de gobierno en funciones, Quintero Romero tuvo un enfrentamiento físico y verbal con el entonces alcalde de Valledupar, Aníbal Martínez Zuleta. Quintero Romero escupió al alcalde Martinez cuando este le gritó "guerrillero" y otras vulgaridades durante una fiesta en el Club Valledupar. Por el incidente el mismo alcalde ordenó el arresto de Quintero Romero por 6 días.

### Secretario de Gobierno de Valledupar
Durante la alcaldía de Elías Ochoa Daza fue nombrado Secretario de Gobierno Municipal de Valledupar. Durante las ausencias de Ochoa Daza en el cargo, Quintero Romero fue alcalde encargado del municipio de Valledupar entre 1992 y 1993.

### Cónsul de Colombia en Maracaibo
Quintero Romero fue nombrado Cónsul de Colombia en la ciudad de Maracaibo, Venezuela por su amigo, el presidente de Colombia, Ernesto Samper. Quintero Romero ejerció el cargo diplomático entre 1995 y 1999. Desde entonces Quintero Romero hace parte de la Comisión Binacional Colombia-Venezuela.
El 25 de abril de 1996, la esposa del cónsul Quintero Romero, Margarita "Mamina" Ovalle fue secuestrada por guerrilleros del frente 'Luciano Ariza' del Ejército de Liberación Nacional (EPL) en una vía del sur de La Guajira, en la localidad de La Jagua del Pilar, corregimiento del municipio de Urumita, cuando se transportaba en un vehículo desde Venezuela con destino a Valledupar. Ovalle fue internada en las montañas de la Serranía del Perijá, cerca a la frontera colombo-venezolana. Finalmente fue liberada tras el pago de un rescate, el 14 de mayo de ese mismo año.

### Presidente del Valledupar F.C.
En 2004, Quintero fue presidente del Valledupar Fútbol Club, equipo de segunda división del cual es dueño junto a la familia Morelli Socarrás. 
El Valledupar F.C. por poco logra su pase a la primera división; en la final del partido el Valledupar FC era el virtual campeón cuando ganaba el juego por un abultado marcador de 4-0. Sin embargo, el marcador fue remontado en los últimos minutos de juego, lo que llevó a la afición y comentaristas deportivos a cuestionar si el partido estuvo arreglado. El equipo también estuvo investigado por posibles influencias del jefe paramilitar de las AUC, alias Jorge 40.

### Candidato a la Alcaldía de Valledupar (2009)
En las elecciones atípicas a la alcaldía de Valledupar de 2009, Quintero se lanzó como candidato por el partido Cambio Radical, pero solo alcanzó el tercer lugar en votación, detrás del electo alcalde Luis Fabián Fernández (Liberal) y Fredys Socarrás del Partido de la U. Solo superó al candidato Evelio Daza del Partido Verde Opción Centro.
El entonces representante a la cámara por le partido Liberal, Pedro Muvdi que apoyaba al candidato Luis Fabián Fernández, lanzó graves denuncias en un aparente ataque político contra Quintero Romero y la empresa Carboandes. El congresista señaló a Quintero Romero de ser socio de la misma empresa que el narcotraficante antioqueño Gustavo Tapias, alias "Techo". Para esa época Tapias ingresó como inversionista y no tenía antecedentes judiciales, ni era buscado por las autoridades. Tapias estuvo en la junta directiva hasta 1993. Luego se conoció que Tapias hizo parte del cartel de Medellín y estaba encargado de rutas del narcotráfico hacia México. Ese mismo año, Tapias se sometió a la justicia y colaboró con el desmantelamiento del cartel de Medellín, luego fue extraditado a Estados Unidos para cumplir una pena de 11 años de cárcel por narcotráfico. Muvdi aseguró sin pruebas que la familia Quintero y los Morelli, dueños de Carboandes eran "testaferros" de alias "Techo" con una empresa que realmente estaba en grave estado financiero. Muvdi por su parte fue capturado por nexos con narcoparamilitares en enero de 2014 y fue considerado "un peligro para la sociedad" por la Corte Suprema de Justicia.

"Nadie conocía los antecedentes de ese señor. Ese señor fue socio esporádico temporal que compró a un dueño de una empresa que tenía acciones dentro de esa sociedad anónima donde nosotros no teníamos control absoluto". -Quintero Romero

### Candidato a la Alcaldía de Valledupar (2011)
En las elecciones regionales de 2011 a la alcaldía de Valledupar, Quintero Romero se lanzó en representación del Partido Verde. Sin embargo, al verse sin opciones de llegar a la alcaldía dio su apoyo al candidato Fredys Socarrás del movimiento Si Podemos. Socarrás ganó la alcaldía, seguido por Gonzálo Gómez Soto, Tuto Uhía, Miguel Morales y Omaira Herrera. 
Producto del apoyo de Quintero Romero a Socarrás durante la campaña, Carlos Felipe Quintero Ovalle fue nombrado Secretario de Gobierno de Valledupar.

### Representante a la Cámara por el Cesar
Quintero Romero fue el electo en representación del partido Cambio Radical a la Cámara de Representantes por el departamento del Cesar para el periodo 2014-2018 con 25.056 votos. Quintero se posesionó el 20 de julio de 2014 y entró a formar parte de la Comisión Cuarta sobre presupuesto y de la comisión de Vigilancia de Organismos Control Público.
Durante las elecciones regionales de 2015, Quintero Romero dio su apoyo a la alcaldía de Valledupar al candidato Tuto Uhía, (no avalado por su partido Cambio Radical) y a la gobernación por el candidato Franco Ovalle, del partido de la U. Quintero Romero no apoyó al candidato Jaime González Mejía que recibió el aval oficialmente por parte de su colectividad, Cambio Radical. Igualmente, hubo controversia porque su hermano Rodolfo Quintero Romero fue precandidato por el Partido Verde a la alcaldía de Valledupar y hubo sospechas que lo apoyaría, sin embargo, Rodolfo perdió el aval ante Evelio Daza.
Quintero Romero ha sido autor de los proyectos de ley:
- 240/2015C - Reforma Ley 5 Comisión de regulación
- 031/2015C - Comisiones de regulación
- 032/2015C - Cargos Unidad de trabajo legislativo

Quintero Romero también fue autor de dos actos legislativos:
- 198/2015C - Gastos de presupuesto
- 074/2015C - Inhabilidades